# トムスク大学
トムスク大学（英語: Tomsk State University、公用語表記: Томский государственный университет）は、ロシア連邦トムスク州トムスクに本部を置くロシア連邦の国立大学。1888年創立、1888年大学設置。大学の略称はTSU。
「トムスク帝国大学」として設立されたシベリア最古の歴史を誇る大学である。設立当初は医学部のみの単科大学であったが、現在では、22学部、2万3000人の学生を擁する。

## 沿革

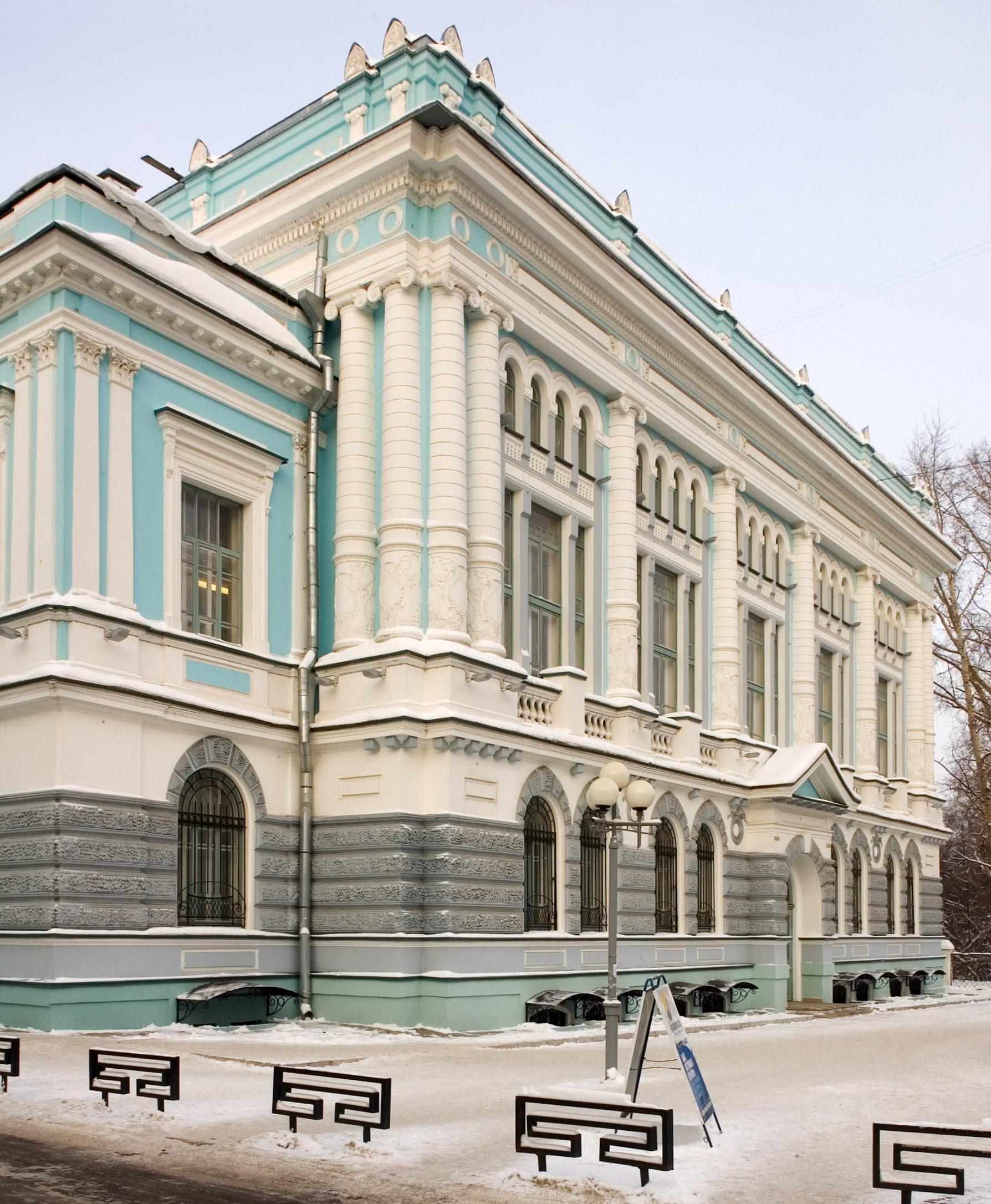
科学図書館

シベリアに大学を設立する最初の構想が起こったのは1803年に遡る。1804年皇帝アレクサンドル1世により大学令が発布されカザン、ハリコフ（ハルキウ）、ヴィルニャ（ヴィリニュス）、サンクトペテルブルクに帝国大学が設置されていった。しかしシベリアへの大学設置は、財源不足と中等教育の普及の遅れを理由に延期された。また、ロシア帝国政府の官吏の幾人かは流刑地であるシベリアに大学を設置することが贅沢かつ危惧の念を抱いていたことも大学設置の遅れに拍車をかけた。この当時、シベリアの7つの主要都市は、大学設置を要望していたが、1878年5月28日、ロシア帝国国家評議会の諮問によって皇帝アレクサンドル2世は、トムスクに帝国大学設立を勅許した。こうしてシベリア最初の、そしてロシア帝国で9番目の帝国大学が設立されることになる。
トムスク帝国大学の最初の本館、寄宿舎など主な建築の建設は個人の寄付によって可能となり、これら寄付の総額は大学予算の半分に達した。大学建設と同時に、いくつかの研究所設立のための教材や、図書館、博物館、植物園（温室）のための資料が収集されていった。

## 学部・学科
- 機械工学・数学部
- 物理学部
- 放射線物理学部
- 物理学・エンジニアリング学部
- 応用数学・サイバネティクス学部
- コンピュータ研究学部
- 生物・土壌学部
- 地質・地理学部
- 化学部
- 国際農業・環境学部
- 史学部
- 文献学部
- 哲学部
- 外国語学部
- 法科大学校
- 心理学部
- 国際マネージメント学部
- ビジネススクール
- 軍事学部

## 関係者

### 出身者
- ニコライ・ブルデンコ Nikolai Burdenko

### 教職員
- フェルディナント・アントーニ・オセンドウスキイ Ferdynand Antoni Ossendowski